# Sinobambusa rubroligula
Sinobambusa rubroligula är en gräsart som beskrevs av Mcclure. Sinobambusa rubroligula ingår i släktet Sinobambusa och familjen gräs. Inga underarter finns listade i Catalogue of Life.